# Alexander Jeremejeff
Alexander Thomas Jeremejeff, född 12 oktober 1993 i Sankt Pauli församling i Göteborg, är en svensk fotbollsspelare (anfallare) som spelar för Panathinaikos.

## Karriär

### Tidig karriär
Jeremejeff klättrade i de olika ungdomslagen i Örgryte IS upp till A-laget 2011. Efter en säsong i Örgrytes seniorlag lämnade han för Qviding FIF. Efter en succésäsong med Qviding i division 1 med hela 14 mål och 6 assist på 21 matcher skrev han på för BK Häcken under hösten 2013.

### Malmö FF
Den 23 juli 2016 värvades Jeremejeff av Malmö FF, där han skrev på ett 3,5-årskontrakt. Jeremejeff gjorde debut för klubben med ett sent inhopp borta mot Örebro SK den 1 augusti. Hemmadebuten ägde rum i samband med matchen mot AIK den 7 augusti 2016. Jeremejeff blev inbytt vid ställningen 1–0 och passade fram till Anders Christiansens 2–0-mål i den 93:e minuten.
Jeremejeff gjorde sitt första allsvenska mål för Malmö FF den 22 augusti 2016 i lagets 4–1-seger mot Jönköpings Södra. Efter att MFF sålt skyttekungen Viðar Örn Kjartansson till Maccabi Tel Aviv fick Jeremejeff göra sin första start för klubben i hemmamötet med IFK Göteborg den 12 september. Han spelade fram till 1–0 och gjorde själv 2–1-målet. Matchen slutade 3–1.

### Återkomst i BK Häcken
Den 18 juli 2018 återvände Jeremejeff till BK Häcken, där han skrev på ett 3,5-årskontrakt. I Häcken hittade Jeremejeff tillbaka till målskyttet; under 15 matcher 2018 gjorde Jeremejeff nio mål, vilket kan jämföras med  ett mål på 13 matcher samma säsong i Malmö FF. Målformen kvarstod säsongen 2019 då han gjorde åtta mål på 19 matcher, innan han lämnade Häcken för spel i Tyskland.

### Dynamo Dresden
I augusti 2019 lämnade Jeremejeff Häcken för ett treårskontrakt med gamla östtyska storklubben Dynamo Dresden i 2. Bundesliga. Jeremejeff debuterade den 18 augusti hemma mot Heideheim och avgjorde matchen med sitt 2-0-mål i den 81:a matchminuten.

### FC Twente
Den 3 augusti 2020 lånades Jeremejeff ut till nederländska FC Twente på ett säsongslån. Jeremejeff gjorde sitt första mål den 25 september 2020 i en 3–1-vinst över Groningen, där han blev inbytt i den 79:e minuten och nio minuter senare gjorde målet genom att nicka in en hörna.

### Tredje sejouren i BK Häcken
Den 31 december 2020 blev Jeremejeff klar för en tredje sejour i BK Häcken, där han skrev på ett treårskontrakt. Jeremejeff gjorde under säsongen 2021 11 mål och tre assist på 27 matcher i Allsvenskan. Säsongen 2022 blev han skyttekung i Allsvenskan med 22 mål på 27 matcher och hjälpte BK Häcken att vinna sitt första SM-guld. Efter säsongen blev han utsedd till "Årets bästa spelare" samt "Årets forward" i Allsvenskans stora pris.

### Grekland
I januari 2023 värvades Jeremejeff av grekiska Panathinaikos, där han skrev på ett treårskontrakt. Jeremejeff lånades samtidigt direkt ut till Levadiakos på ett låneavtal fram till sommaren.

## Meriter
BK Häcken
- Svensk mästare: 2022
- Svensk cupvinnare: 2016, 2019

 Malmö FF
- Svensk mästare: 2016, 2017

Individuellt
- Skyttekung i Allsvenskan: 2022
- Allsvenskans stora pris: Årets mest värdefullare spelare 2022[14]
- Allsvenskans stora pris: Årets anfallare 2022[14]